# Gavin Molloy
Pour les articles homonymes, voir Molloy (homonymie).
Gavin Molloy, né le 19 octobre 2001 à Dublin en Irlande, est un footballeur irlandais qui évolue au poste de défenseur central au Aberdeen FC.

## Biographie

### Débuts en Irlande
Né en Irlande Gavin Molloy est formé par le Bohemian FC avant de rejoindre le Shelbourne FC.
Il fait sa première apparition en première division irlandaise le 20 mai 2022, contre le St. Patrick's Athletic FC. Il entre en jeu lors de ce match que son équipe remporte par deux buts à un.
Le 8 juillet 2022, Molloy se fait remarquer en inscrivant deux buts, lors d'une rencontre de championnat face au Finn Harps FC. Il s'agit des deux premiers buts de sa carrière et ils permettent à son équipe de s'imposer par trois buts à un. Trois jours plus tard, il prolonge son contrat avec Shelbourne jusqu'en décembre 2023.
Il participe au sacre du Shelbourne FC lors de la saison 2024, le club remportant le championnat d'Irlande pour la quatorzième fois de son histoire.

### Aberdeen FC
Lors de l'été 2024, Gavin Molloy quitte le club et rejoint l'Aberdeen FC. Il signe un contrat de trois ans, soit jusqu'en juin 2027. Le transfert est annoncé dès le 15 juin 2024,.

## Palmarès

### En club
Shelbourne FC
- Championnat d'Irlande
  - Champion : 2024.